# Vila doktora Michaelisa
Vila Dr. Bély Michaelisa je neorenesanční dům v Bratislavě z roku 1879, nacházející se v historické zástavbě na Kuzmányho ulici. Stavebním provedením se považuje za jednu z nejhodnotnějších obytných staveb konce 19. století v hlavním městě Slovenska.
Vila stojí na okraji čtvrti, jejíž stavební rozmach se začal ve druhé polovině 19. století. Dříve se zde rozprostíraly rozsáhlé plochy vinic, které se však v důsledku okolností (nárůst počtu zámožnějších obyvatel, úpadek vinařství) v osmdesátých letech 19. století postupně měnily na stavební parcely. Začala zde vznikat poměrně rozsáhlá vilová čtvrť, jejíž centrum se nacházelo právě na Kuzmányho ulici. Nová lokalita dostala příznačný název Neustift (po německy), resp. Új telep (po maďarsky), což se volně překládalo jako Nové sídliště, resp. Nové osídlení.
Pozemek, kde se k nynější Kuzmányho ulici, lomící se v pravém úhlu, připojují ulice Moyzesova a Tolstého, býval součástí někdejšího uršulínského dvora. Na zdejší parcele si v roce 1879 dal lékař generálního štábu a čestný předseda bratislavského hasičského sboru dr. Béla Michaelis postavit dvoupatrový obytný dům v neorenesančním slohu. Se svou rodinou ho obýval až do své smrti. Na základě jeho testamentu, po smrti jeho vdovy v roce 1925, vznikla nadace, jíž patřila i vila. V poslední vůli vyjádřil přání aby dům sloužil na bydlení velitele hasičského sboru. I když zpočátku se na to přihlíželo, později (po druhé světové válce) se už na to nedbalo a vila vícekrát změnila své majitele či uživatele - bydlel v ní např. Pravoslavný pop či velkoobchodník se dřevem. V domě se v listopadu 1949 narodil známý slovenský herec Andrej Hryc. Dnes je objekt zapsaný v Seznamu kulturních památek České republiky a slouží jako mateřská škola.
Dvoupatrová vila má obdélníkový půdorys. Už při zběžném pohledu kolemjdoucího zaujme bohatá fasádní výzdoba využívající množství architektonických prvků - římsy, rizality, bosáže. Nejnápadnější jsou dvě stavební části.
Na hlavním, jihovýchodním průčelí, zaujme štukem zdobená lodžie na druhém podlaží, zakončená mohutným štítem, po stranách doplněným malými obelisky. Velmi zajímavě je řešeno severovýchodní nároží vily. Tvoří ho třípatrový pravoúhlý rizalit, zakončený věžičkou s jehlancovou střechou. Ten dodává celé vile romantický nádech. Nad hlavním vchodem do budovy na jihozápadním průčelí, orámovaným edikulovým portálem, je pod tympanónovým štítem umístěn nápis nadace STIFTUNG ALAPITVÁNYI DE MICHAELIS BÉLA (Nadace dr. Bély Michaelise)
Architektonicky zajímavé je i oplocení přilehlého pozemku, zejména jeho vstupní části. Na pozemek, obehnaný kovanou mříží, se vchází dvěma branami, tvořenými výklopnými vstupy s bohatou ornamentální výzdobou.